# História conectada
A história conectada surgiu na década de 1990, em resposta à história comparada. É um ramo da história mundial que permite jogos de escalas espaciais e temporais, e que tem como representante principal Sanjay Subrahmanyam. 
O método da história conectada define uma nova abordagem para a escrita da história, adquirindo diversas particularidades e enfrentando novos desafios para a narrativa histórica. A fim de poder compreender as conexões entre diferentes histórias para além de seus próprios territórios regionais, nacionais e continentais, é importante levar em consideração que cada espaço e contexto possui passados e processos extremamente distintos uns dos outros, estabelecendo diferentes relações políticas, sociais e culturais.

## Uma abordagem prática da pesquisa histórica
A história conectada é uma abordagem para a pesquisa histórica que estuda as diversas culturas, bem como a dinâmica de circulação (de pessoas, de ideias, de técnicas e recursos) e mistura, com base em uma literatura em línguas vernáculas não euro-centradas. Neste sentido, a história conectada estuda as conexões reais, os contatos entre as comunidades, que inicialmente se opuseram geograficamente. Assim, pretende-se produzir uma "contra-narrativa" em relação a uma história eurocêntrica. Esta "contra-narrativa" fornece uma nova compreensão das percepções locais e das pluralidades históricas do "momento colonial das sociedades não-europeias".
História conectada é, portanto, o estudo de interações múltiplas realizadas através do vai-e-vem entre as diferentes escalas de análise e por um descentramento do olhar. Estas variações de escalas revelam a totalidade do intercâmbio entre as instâncias estudadas e permitem uma análise dos grandes movimentos. No entanto, a história conectada se concentra no estudo dessas interações em um momento específico e não a longo prazo. Esse tipo de história é, portanto, menos pertinente para o estudo das mudanças de longa duração e das evoluções dessas conexões.
As duas noções essenciais de história conectada são: reciprocidade e hibridização (ou mistura). A história conectada busca entender como cada comunidade vive uma com a outra. Como resultado, sua metodologia permite criticar os preconceitos etnocêntricos de outras abordagens históricas. Por sua natureza transnacional, a história conectada diz respeito às circulações, sejam elas relativas a homens ou objetos, seja a processos criativos que atuam sobre sociedades. Ela quer superar a compartimentalização nacional civilizacional para mostrar os modos de interação "entre o local e o regional e o supra-regional".
Em conclusão, a história conectada estuda os problemas relacionados a vários contextos geográficos e culturais, tais como as migrações populacionais.

## Uma abordagem na encruzilhada de várias correntes historiográficas

### Comparação com a história global
A diferença entre história conectada e história global é que a história conectada é primariamente uma abordagem metodológica antes de ser uma teoria da história.
A história global, a história de globalização das sociedades, nasceu nos Estados Unidos, que engloba várias abordagens e supõe uma grande mobilização de conhecimentos e materiais, bem como um descentramento do olhar. Ela é global por seu objeto de estudo e "por sua recusa de fragmentação historiográfica e compartimentalização disciplinar".

### Comparação com a história transnacional
A história conectada é um dos ramos da história transnacional, outra perspectiva centrada em um objeto de estudo histórico. Encontra-se mais na Europa porque deriva seu objeto da história das organizações internacionais. A história transnacional também está interessada nas interações e interdependências das sociedades modernas e contemporâneas, de acordo com o eixo da globalização. Centra-se no movimento de pessoas, capital e bens e requer amplo conhecimento de várias línguas, a fim de obter acesso a fontes que permitam nova iluminação interpretativa.

### Comparação com a história comparada
A história conectada surgiu em resposta à metodologia da história comparada. Limita-se a analisar as diferenças e semelhanças entre dois grupos culturais distintos ou comunidades sem se preocupar com as relações entre esses grupos. Assim, ao contrário da história comparada, a história conectada não negligencia circulações e contatos de formas culturais.

### Comparação com a história cruzada
Assim como a história cruzada, a história conectada dá um lugar importante para o descentramento do olhar. A história cruzada é uma história conectada que dá mais valor ao estudo das transferências entre diferentes áreas culturais. A história cruzada pertence assim à mesma família das abordagens relacionais e "relaciona, muitas vezes em uma escala nacional, formações sociais, culturais e políticas, as quais se supõe que mantêm relações".

### Livros
- Subrahmanyam, Sanjay (2005). Explorations in Connected History. From the Tagus to the Ganges. Oxford: Oxford University Press.

- Subrahmanyam, Sanjay (2012). Vasco de Gama. Légende et tribulations du vice-roi des Indes. Paris: Alma Publisher

- Testo, Lawrence (2008). Histoire globale. Un autre regard sur le monde. Auxerre: Sciences humaines éditions

### Periódicos
- Bertrand, Romain (2007). «Rencontres impériales. L'histoire connectée et les relations euro-asiatiques.». Revue d'histoire moderne et contemporaine. 5 (54-4bis)

- Hartog, François (2013). «Experiência do tempo: da história universal à história global» (PDF). História, Histórias. 1 (1): 164-179

- Minard, Philippe (2013). «Globale, connectée ou transnationale : les échelles de l'histoire». Spirits. 12

- Werner, Michael; Zimmermann, Bénédicte (2003). «Penser l'histoire croisée : entre empirie et réflexivité.». Annales. Histoire, Sciences sociales.

- Zugina, Jean-Paul (2007). «L'Histoire impériale à l'heure de l'"histoire globale". Une perspective atlantique.». Journal of Modern and Contemporary History. 5 (54-4bis)

### Páginas da web
- Norel, Philippe (2014). «Le livre de la mondialisation ibérique.». Blog Histoire Globale. Consultado em 13 de setembro de 2018. Cópia arquivada em 13 de janeiro de 2018

- Université de Genève. (2017). «Histoire transnationale.». Site Oficial da Universidade. Consultado em 13 de setembro de 2018. Cópia arquivada em 31 de janeiro de 2018